# EFnet

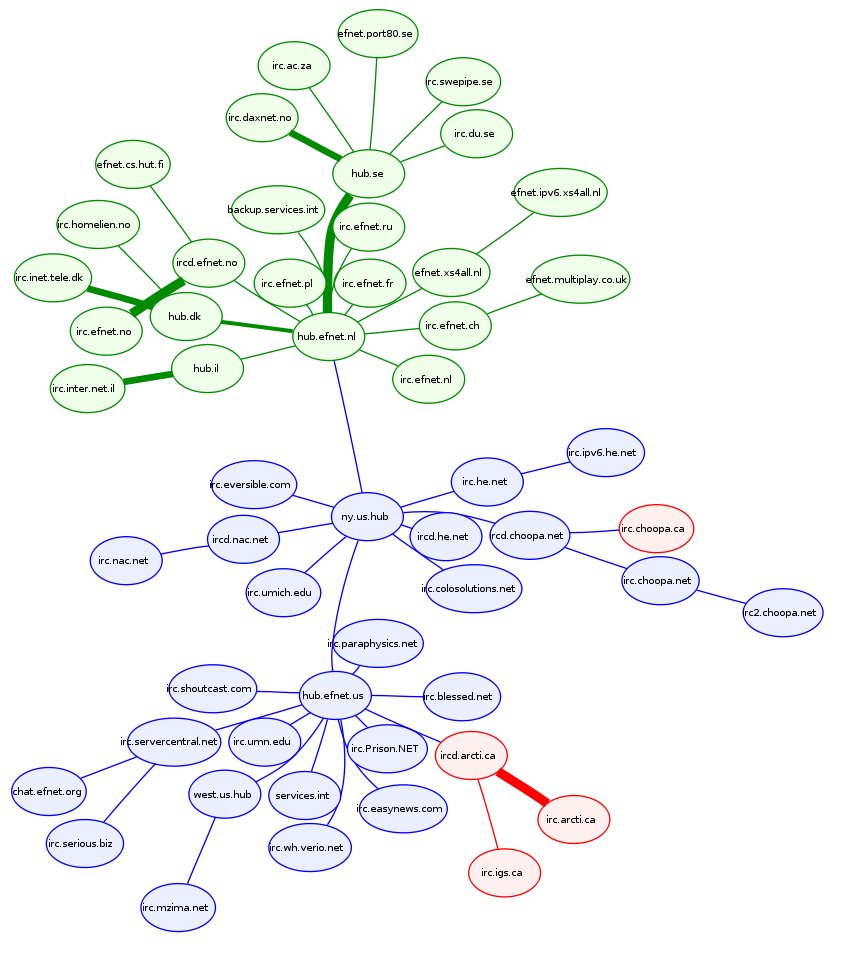
Serverstruktur des EFnet (Stand: Oktober 2009)
Grün = Europa, Blau = USA, Rot = Kanada

Das EFnet ist ein IRC-Netzwerk. Es war Teil des ursprünglichen ersten IRC-Netzwerks, das im August 1988 entstanden ist. EFnet zählt trotz diversen Abspaltungen heute mit durchschnittlich 17.000 Besuchern pro Tag immer noch zu den größten IRC-Netzwerken.

## Geschichte
Die Geburtsstunde des IRC war im August 1988 – der genaue Geburtstag ist laut Jarkko Oikarinen, dem anerkannt geistigen Vater des IRC, unbekannt. Ursprünglich war der Zweck des Netzwerks, eine Kommunikation zwischen finnischen Universitäten zu ermöglichen. Schneller als erwartet wuchs aber auch das Interesse außerhalb Finnlands, Teil eines globalen Chatsystems zu sein. Bereits zwei Jahre später, im Juli 1990, waren 38 Server am ersten IRC-Netzwerk beteiligt.
Im August 1990 vollzog sich eine Spaltung der Gründergemeinschaft; einige Server bildeten daraufhin das Anarchy NET (Anet). Dabei entstand auch der noch heute gültige Name für das EFnet, da ein ungeliebter Server namens eris.berkeley.edu durch diese Spaltung das IRC-Netzwerk verließ, woraufhin sich der verbliebene Teil Eris Free Net nannte. Die größte und bekannteste Spaltung fand jedoch im Juli 1996 statt: Aufgrund technischer Differenzen spaltete sich der damalige europäische Teil des Netzes ab und bildete fortan das IRCnet, während der amerikanische Teil fortan als EFnet weiterbestand. Auslöser dieser als The Great Split in die IRC-Geschichte eingegangenen Trennung war ein offener Streit über die technischen Maßnahmen zur Bekämpfung so genannter Nick Collisions – EFnet bevorzugte eine Methode namens TS (TimeStamp), während IRCnet auf Nick Delay setzte. Außerdem ging es um die Rechte von IRC-Operatoren und -Administratoren. Das EFnet unterstützte hier relativ freie Richtlinien, während die Vertreter des IRCnet eine strikte Reglementierung vorsahen.
Letztlich konnte man sich nicht einigen, was zur endgültigen Trennung der beiden Netze führte. Dennoch sind heute sowohl IRCnet als auch EFnet mit die wichtigsten und größten IRC-Netze überhaupt.
EFnet galt und gilt heute noch als eines der puristischsten IRC-Netze: Im Unterschied zum QuakeNet oder DALnet gibt es keine Möglichkeit, Nicknames oder Channels zu registrieren. Erst 2001 wurde ein Dienst namens CHANFIX eingeführt, der es ermöglicht, Channels ohne Operatoren wiederherzustellen. Dies geschieht anhand eines Algorithmus, der im Falle des Verlusts aller Ops anhand einer internen Punkte-Tabelle automatisch die regulären Operator wieder einsetzt.